# Rau diếp ngồng
Rau diếp ngồng hay còn gọi diếp thơm, xà lách thơm, diếp gốc, diếp măng, ngó xuân, (danh pháp khoa học: Lactuca sativa var. augustana) là một thứ thực vật thuộc loài Xà lách. Rau diếp ngồng là giống cây trồng cho thân cây và cả lá làm thực phẩm. Cây được trồng làm rau phổ biến ở Đài Loan và Trung Quốc, nơi chúng được gọi tên là oa duẩn (tiếng Trung: 莴笋; bính âm: wōsǔn).
Lá cây màu xanh, thỉnh thoảng có thể là tía, phiến lá thuôn dài và không phẳng. Lá có thể ăn sống được hoặc luộc qua. Thân thẳng có vỏ màu trắng, phần bên trong mềm, chưa nhiều dinh dưỡng, có thể ăn được thông qua luộc, nấu canh, nướng hoặc xào. Mùi vị toàn cây có mùi hương lúa nếp, vì vậy nhiều vùng ở miền Nam Trung Quốc thường gọi tên là du mạch thái (có nghĩa là rau cải có mùi thơm lúa mới).
Loại rau này thường bị nhầm với cây cần biển (rau tiến vua) được trồng ở vùng Sơn Đông và Giang Tô phía bắc Trung Quốc.

## Canh tác
Diếp ngồng được cho là có nguồn gốc từ Địa Trung Hải, được đưa vào Trung Quốc từ thời nhà Đường (khoảng năm 600 đến 900). Cây có thể được gieo trồng từ hạt. Hạt cây được gieo tập trung vào các khay hoặc luống, sau đó mới cấy ra ruộng. Khoảng cách giữa các cây trên ruộng khoảng 30 cm. Cây thường bị một số loại rệp tấn công trên đồng ruộng.
Sau khi trồng khoảng 4-5 tuần diếp ngồng có thể cho thu hoạch lá. Cây cao khoảng 30 cm khi đó phần thân gốc phình to có thể đạt đường kính 3–4 cm và chiều dài 15–20 cm thì có thể cho thu hoặc thân.